# Djävlarna i Loudun
Djävlarna i Loudun (Die Teufel von Loudun) är en opera i tre akter av Krzysztof Penderecki. Librettot är skrivet på tyska av tonsättaren efter John Whitings pjäs The Devils (1960), en dramatisering av Aldous Huxleys roman The Devils of Loudun (1952).

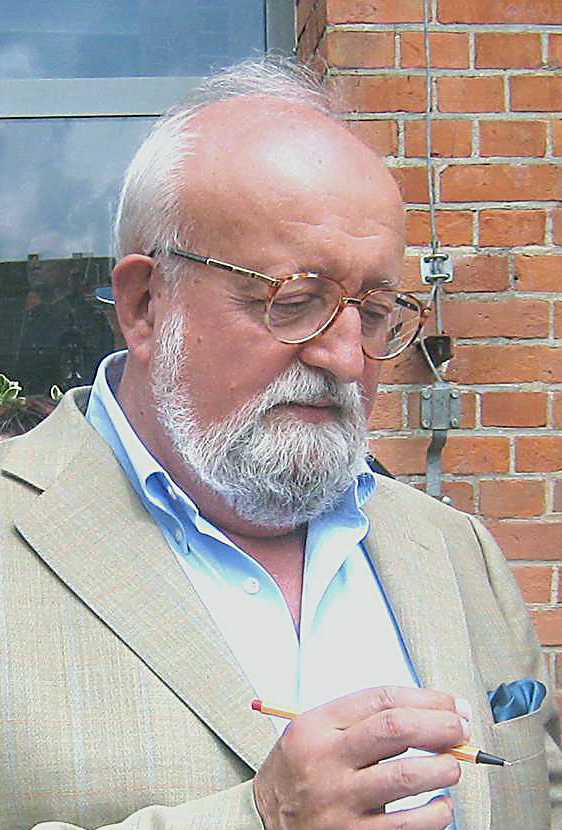
Krzysztof Penderecki

## Bakgrund
Historien bygger på en verklig händelse i Frankrike den 18 augusti 1634, då den katolske prästen Urbain Grandier brändes på bål anklagad för trolldom och sexuell samvaro med en besatt nunna. Fallet med prästen som föll offer för en kombination av politiska intriger och obesvarad sexuell passion från en nunna blev rikt dokumenterad och ihågkommen under åren som följde. Materialet fick ny aktualitet efter andra världskriget och senare delen av 1900-talet. Huxley hade bedrivit omfattande historisk efterforskning i ämnet och publicerade 1952 boken The Devils of Loudun. I romanen beskyller priorinnan för ursulineklostret i Loudun, Jeanne des Anges (Joan of the Angels), prästen Grandier som skyldig till hennes sexuella besatthet och anklagar honom för trolldom. 1961 färdigställde Whiting en pjäs av romanen, The Devils. Whiting följde i stort sett romanens innehåll i sin pjäs, även om hans tolkning av materialet blev annorlunda. 1970 gjorde Ken Russell en filmatisering av denna pjäs.

## Historia
Penderecki blev djupt fascinerad av Whitings skådespel och planerade redan 1964 att tonsätta ämnet. Men vid tillfället var han fullt upptagen med att fullfölja både Lukaspassionen och Dies irae. Först 1967 realiserades projektet genom en beställning av Rolf Liebermann för Hamburgs statsopera i anslutning av ISSM:s 43 världsmusikfestival. Verket blev Pendereckis första opera och han skrev librettot själv på tyska. Penderecki sökte efter en historisk och tidlös dimension, där han i autodaféscenen drastiskt framställde regimens grymhet: politiska intriger och religiös fanatism kräver offer, en obekväm person dödas. De musikaliska medlen användes sparsamt för att låta texten framgå. Cluster- och glissandotekniker, uthållna klanger och arkaiska repetitionstekniker återskapar klostermiljön och återspeglar även inre själstillstånd. Kontemplationen bildar den ena polen, hektiskhet och besatthet den andra.

## Premiär
Operan uruppfördes 20 juni 1969 på Hamburgs statsopera under ledning av Henryk Czyz och i regi av Konrad Swinarski. Publikens reaktioner var en blandning av genans och besvikelse. Två dagar senare (22 juni) hade den premiär i Stuttgart med Janos Kulka som dirigent och Günther Rennert som regissör. Rennerts regi lyckades svänga operan från fiasko till succé. Han använde sig av flera simultana scener vilket skapade tidlöshet och samhörighet med den historiska konflikten på medeltiden. Swinarski å sin sida hade fokuserat på historisk exakthet, dokumenterad sanning, tidstrogenhet och intensitet; ingredienser som alla skulle ha fungerat bra på en teaterscen. Men i en storslagen opera komponerad för masseffekt tillförde de inte vad kompositören hade haft för avsikt. 1972 omarbetade Penderecki sitt verk grundligt och det var den versionen som uppfördes på Teatr Wielki i Warszawa 8 juni 1975. Svensk premiär skedde i ett gästspel på Kungliga Operan i Stockholm 21 januari 1978.

## Personer
- Jeanne, ursulinernas priorinna (Dramatisk sopran eller hög mezzosopran)
- Claire, ursulin (mezzosopran)
- Gabrielle, ursulin  (sopran)
- Louise, ursulin  (alt)
- Philippe, en ung flicka (Hög sopran)
- Ninon, en ung änka (alt)
- Grandier, S:t Peterskyrkans kyrkoherde (baryton)
- Fader Barré, Chinonkyrkans komminister (bas)
- Baron de Laubardemont, kungens kommissarie (tenor)
- Fader Rangier (Låg bas)
- Fader Mignon, ursulinernas biktfader (tenor)
- Adam, apotekare (tenor)
- Mannoury, kirurg (baryton)
- d'Armagnac, borgmästare (talroll)
- De Cerisay, stadsdomare (talroll)
- Prins Henri de Condé, kungens utsände (baryton)
- Fader Ambrose (basbaryton)
- Asmodeus (bas)
- Rättens ordförande (talroll)
- Ursuliner, karmeliter, folk, barn, väktare, soldater (kör)

## Handling

### Akt I
Scen 1. Jeanne är puckelryggig. Hon ligger på sin säng och ber. I en vision ser hon prästen i S:t Pierre, Urbain Grandier, bäras förbi av fyra soldater. Han är iförd kättarnas botklädsel, och båda hans ben är knäckta. Processionen stannar framför Jeanne och Grandier frågar vem hon är. Kommissarien svarar att hon är ursulinernas priorinna men också den kvinna mot vilken Grandier förbrutit sig. Han förnekar detta, och Jeanne vaknar ur sin trance. Claire kommer med ett brev till henne. Det är från Grandier som beklagar att han inte kan åta sig uppgiften att bli klostrets andlige ledare. Jeanne vet inom sig att det var mannen Grandier, inte prästen, hon tänkt på, och i våldsam svartsjuka ser hon honom för sig tillsammans med den vackra unga änkan Ninon.

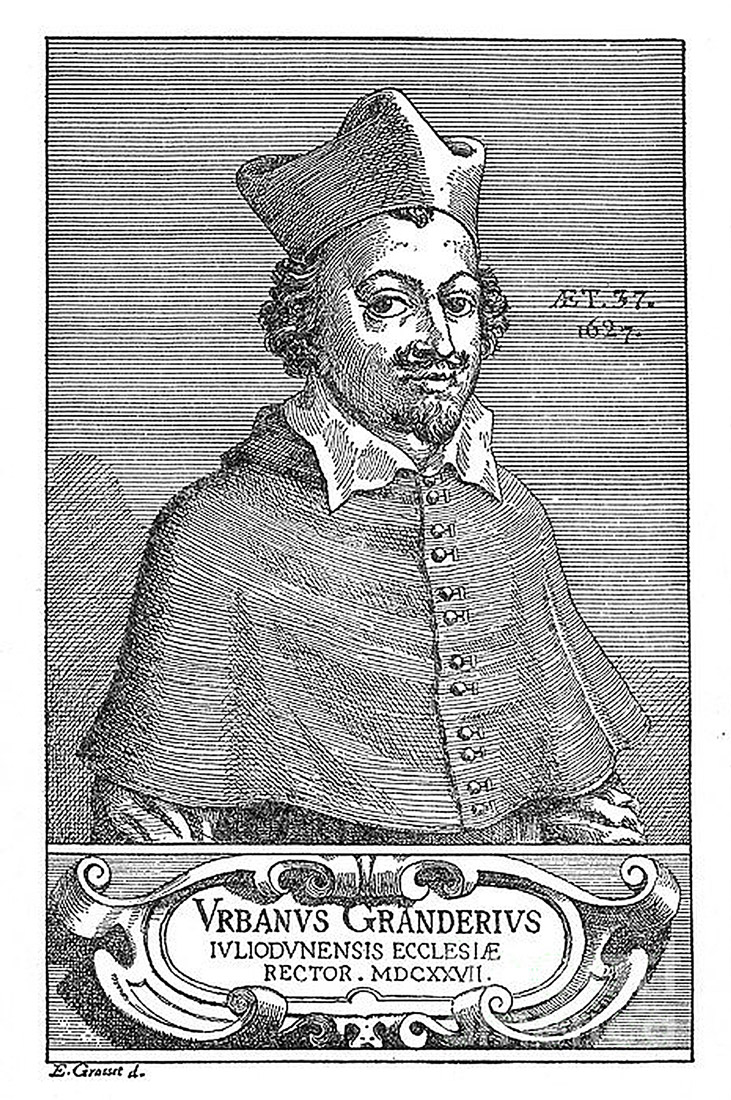
Samtida porträtt av Urbain Grandier.

Scen 2. Apotekaren Adam och kirurgen Mannoury står utanför kyrkan och talar om Grandiers predikan, som gjort Adam förtjust. Men Mannoury misstänker att prästen ofta besöker Ninon, något som man kan utläsa av hennes tillfredsställda ansiktsuttryck under predikan. De avbryter sitt samtal, när de får syn på liket av en hängd man i ett träd.
Scen 3. Grandier besöker Ninon. Det har han ofta gjort för att trösta henne, sedan hennes man dog. Men liksom för Jeanne är Grandier mer än bara präst för Ninon. Nu sitter han hos henne i badkaret. När han tar avsked kysser han henne och berömmer henne för att hon varit så god och snäll.
Scen 4. Grandier möter Adam och Mannoury, som har tagit med sig den hängdes huvud som studieobjekt. De tycker sig kunna vädra att Grandier doftar av änkan Ninon och baktalar honom; i bikten låter han sig hetsas upp av unga flickors bekännelser, och sedan går han och besöker änkan.
Scen 5. Grandier ligger på knä i kyrkan och ber om Guds hjälp att finna nådens väg.
Scen 6. Jeanne kommer in i kyrkan, följd av nunnorna. Hon får en hostattack, och när Claire vill dunka henne i ryggen frågar hon om hon, Jeanne, har vackra ögon. Hon försöker bedja men när Grandier kommer in i kyrkan flyr hon skrikande.4
Scen 7. Adam och Mannoury förargar sig över Grandiers leverne och tänker anklaga honom för osedlighet.
Scen 8. Den unga flickan Philippe biktar sig för Grandier och anförtror honom att hon tänker syndiga tankar. Han frågar om hon kämpar mot dem. Hon svarar nej och viskar att hon älskar honom. Grandier frågar om han kan hjälpa henne och drar in henne i biktstolen bakom gardinerna.
Scen 9. Baron de Laubardemont är i Loudun med order från kungen: stadens befästningsverk skall rivas. Borgmästare d'Armagnac sätter sig mot befallningen, och när Grandier passerar ber Laubardemont honom om stöd mot borgmästaren. Som präst är Grandier mot krig och militarism och tycker därför att murarna gärna kan rivas. Å andra sidan vill han stödja stadens borgmästare. Laubardemont får gå med oförrättat ärende och borgmästaren varnar Grandier. Hans inställning kan inte vara något som Richelieu gillar.
Scen 10. Adam och Mannoury samlar bevismaterial mot Grandier genom att Adam för dagbok över prästens göranden och låtanden. Men Mannoury anser dock att bevisen ännu inte räcker för åtal.
Scen 11. Gamle fader Mignon är naiv och därför ett utmärkt redskap för Jeannes intriger. Han har accepterat att bli klostrets andlige ledare. Nu beklagar sig Jeanne för honom över sin nattliga fantasier, i vilka hon hemsöks av salig kaniken Moussaut, som i Grandiers gestalt kommer till henne med otuktigt tal. Fader Mignon varnar henne och förklarar att hennes anklagelser kan få allvarliga konsekvenser.
Scen 12. På apoteket berättar fader Mignon för Adam och Mannoury om Jeannes anklagelser mot Grandier. Han säger att Jeannes mage är uppsvälld och tar det som bevis på djävulens verk. Mannoury förklarar sakkunnigt att det rör sig om en hysterisk skengraviditet, som djävulen inte kan lastas för. Kommissarie de Laubardemont kommer för att få upplysningar om Grandier, och Adam och Mannoury förstår att deras strävanden börjar ge resultat.
Scen 13. Fader Mignon har sökt hjälp hos fader Barré, som är känd som effektiv djävulsutdrivare. Fader Barré försöker i Jeannes cell driva ut den onde ande av vilken hon är besatt. Anden ger sig tillkänna med djup, förvrängd stämma genom Jeannes mun och säger att den med hjälp av en vän tagit sin boning i hennes kropp. När Barré frågar vem denne vän är, skriker Jeanne ut Grandiers namn.

### Akt II
Scen 1. Jeanne knäböjer inför Barré, fader Mignon, Rangier och nunnorna medan Barré fortsätter driva ut den onde anden ur henne. Han avbryts av fniss och skratt från Jeannes mun, genom vilken anden också avbryter de latinska bönerna med anmärkningen att den är hednisk och inte förstår latin. Prästerna låter sig dock inte hindras i sina teologiska spörsmål. Barré lokaliserar andens säte till Jeannes underliv, och Adam och Mannoury föreslår ett kirurgiskt ingrepp. Detta får Jeanne att ta tillbaka alla tidigare uttalanden, men det är för sent. Ridån faller, och man hör henne snyfta och skrika när hon får lavemang.

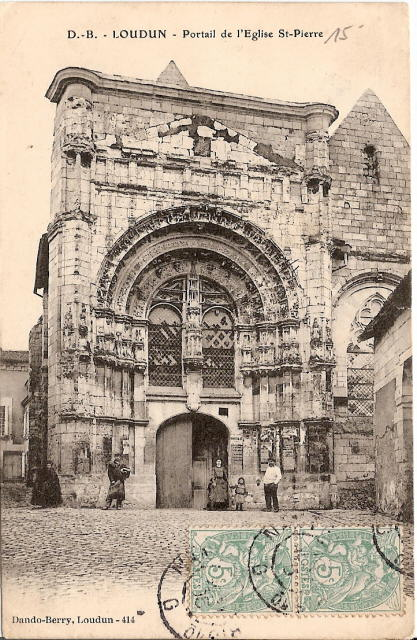
Kyrkan S:t Pierre i Loudun.

Scen 2. d'Armagnac och domare de Cerisay varnar Grandier. Jeannes hejdlösa förtal av honom kan bli farlig, och de ber honom göra något för att försvara sig. Grandier vägrar och ber i stället Gud hjälpa Jeanne.
Scen 3. Jeanne förhörs i sin cell av Barré och Rangier och påstår att Grandier fördrivit Gud från kyrkan. Han har hållit orgier, vid vilken han tillsammans med likasinnade byggt ett obscent altare av nakna kvinnor. Gud är död! ropar den exalterade Jeanne. Fader Mignon och nunnorna ber, men Barré drar de Cerisay avsides för att höra hans mening. de Cerisay hävdar att det hela är ett utslag av Jeannes överspända fantasi. Barré motsäger honom och meddelar att tre av nunnorna har förklarat de har blivit deflorerade av demoner. En läkarundersökning har visat, att de inte är jungfrur. de Cerisay svarar, att alla torde veta hur det går till i nunnekloster och ger order om att undersökningarna och exorcismen stoppas.
Scen 4. Grandier tackar de Cerisay för hjälpen i fallet Jeanne, men d'Armagnac talar om för honom, att han nu fått kardinal Richelieu till fiende på grund av sitt stöd till borgmästaren i tvisten om stadens befästning. För första gången blir Grandier rädd.
Scen 5. Philippe har sökt Grandier i kyrkan och bekänner för honom att hon är gravid. Han råder henne att tala med sin far och be honom hjälpa henne att finna en man som vill gifta sig med henne.
Scen 6. Ärkebiskopen har lagt sig i ärendet och förklarat att det inte föreligger någon besatthet. Adam, Mannoury, fader Mignon, fader Barré och Rangier håller möte i apoteket, och Barré berättar att han har förbjudits besöka klostret. Beklagande inser de att hela saken måste uppgivas.
Scen 7. I klosterträdgården frågar Louise Jeanne varför Barré inte få komma till klostret. Jeanne svarar, att ärkebiskopen anser dem som en samling förryckta kvinnor. Nunnorna klagar över att stadens kvinnor tagit sina barn ut klosterskolan, vilket innebär att nunnorna saknar hjälp i sitt arbete. Jeanne svarar med ett hånskratt, att de kan be djävulen om hjälp.
Scen 8. d'Armagnac och de Cerisay träffar Grandier om natten på stadsmuren. Kungen har brutit sitt ord och givit efter för Richelieu - murarna ska rivas. Grandier faller på knä under ett rasande oväder och tackar osjälviskt Gud för att han hjälpt hans fiender och därigenom öppnat hans ögon.
Scen 9. Fader Mignon talar med Jeanne och frågar om det är sant som ärkebiskopen deklarerat att hon lider av hysteri och inte djävulsbesatthet. Med de Laubardemont som vittne hotar Barré nunnorna med evig förtappelse, varvid de erkänner att de varit besatta av onda andar. De grips av hysteri, och andarna Leviathan och Beherit skriker genom deras munnar. Det är Gabrielle som inte deltar i det hysteriska utbrottet. de Laubardemont måste återvända till Paris men beordrar Barré att öppen genomföra djävulsutdrivningen.
Scen 10. Exorcismen skall ske i kyrkan, dit folk strömmar för att beskåda den offentliga underhållningen. Många har med mat och dryck. Barré är i full ornat med juvelbesatt krucifix. och furst de Condé överräcker till honom en liten ampull med droppar av Kristi blod. Man fäster den vid Jeanne, som skriker att anden nu är utdriven. Men de Condé visar nu att ampullen är tom, och när Barré förebrår honom detta gruvliga misstag, svarar de Condé med att han inte är den ende bedragaren. Fader Mignon och Rangier börjar en hysterisk ringdans, några kvinnor förklarar sig besatta av andar, och Barré störtar omkring med sitt krucifix för att lugna ner de upprörda känslorna. Fursten förklarar allvarligt för Jeanne att hon sätter sin eviga salighet på spel med sitt uppförande. Nunnorna stoltserar med att de nu är kända i hela Frankrike, och en av dem berättat att hennes porträtt säljs på torget i Loudon, en annan att hon blivit berömd för sina snygga ben. Grandier försöker ta sig in i kyrkan men arresteras av de Laubardemont.

### Akt III
Scen 1. Tredelad scenbild: en fängelsecell där Grandier ligger, ett rum där fader Mignon uppehåller sig med Jeanne, och ett rum där Mannoury befinner sig. Fångvaktaren talar om för Grandier att 30 000 personer kommit för att se hans avrättning, men Grandier protesterar med att rättegången inte ens börjat. Han bekänner för fader Ambrose att han bedrivit otukt med kvinnor och ber honom stanna kvar. Samtidigt ber Jeanne fader Mignon stanna, för hon är rädd. Adam och Mannoury förbereder avrättningen.
Scen 2. de Laubardemont talar om för Mannoury och Adam att Grandier dömts till döden och skall överlämnas till dem. Grandier hade gjort ett gott intryck i rätten, men Barré hade förklarat att detta var djävulens bländverk. Grandier anländer i full ornat men får order att klä av sig. Hans hår och skägg rakas av, och de Laubardemont påminner Adam och Mannoury om att inte glömma ögonbrynen. Innan han går befaller han Mannoury att slita ut Grandiers naglar.
Scen 3. En stor folkskara har samlats på avrättningsplatsen. Domen läses upp, och Grandier som har ett rep om halsen, tvingas be konungen om förlåtelse inför S:t Pierres och S:t Ursules kyrkor. Han är iförd nattskjorta och kalott, men de Laubardemont river mössan av honom, så att alla kan se hans kala hjässa. Grandier åkallar Gud som vittne till sin oskuld, och åskådarna ger uttryck för sin sympati. de Laubardemont finner det nödvändigt att utrymma torget. Han försöker tvinga Grandier att skriva under en bekännelse, men Grandier vägrar skriva under en lögn. de Laubardemont sätter sin tilltro till tortyr.
Scen 4. Jeanne vill i sin förvirring begå självmord och kommer klädd i vit underkjol med en snara om halsen. Nunnorna får henne att avstå, eftersom självmord är en oförlåtlig synd. Jeanne berättar att hon varje natt plågas av ljudet av gråt, en nunnorna förklarar att det måste vara djävulen i Grandiers gestalt som hon hör.
Scen 5. Grandier är bunden och hans ben krossas i spanska stöveln. Barré bönfaller honom att erkänna men Grandier säger att en människa inte bör vidgå brott som hon inte begått bara för att undgå smärtor. Även de Laubardemont försöker framtvinga en bekännelse men förgäves. Tortyren fortsätter under Jeannes bön och nunnornas sång. Grandier svimmar och tas ur tortyrredskapet. Barré säger att när tortyren inte kan framtvinga en bekännelse, måste djävulen ha gjort den anklagade okänslig för smärta. Därför undrar Mannoury varför Grandier skrikit så. de Laubardemont ger vakten order att föra ut Grandier till avrättningsplatsen.
Scen 6. Här återvänder operans öppningsscen: iförd botklädsel, med rep om halsen och med krossade ben förs Grandier bort.
Scen 7. Processionen stannar utanför Grandiers kyrka, där fader Ambrose står för att lugna och trösta honom. Vid S:t Ursule kräver de Laubardemont att Grandier skall be Jeanne och nunnorna om förlåtelse. Men Grandier ber i stället Gud förlåta Jeanne och nunnorna. Man kommer fram till avrättningsplatsen, där Grandier bindes på ett bål. Han försöker tala till åskådarna men blir överröstad, och Barré slår honom över munnen med sitt krucifix. de Laubardemont och Barré försöker ihärdigt få honom att skriva under bekännelsen men utan framgång. Barré ger honom fridskyssen, men en av åskådarna ropar då "Judas!", och i sitt raseri griper Barré en fackla och antänder bålet, innan bödlarna som brukligt har hunnit strypa Grandier i förväg. Genom flammorna hörs Grandiers rop "Förlåt dem, förlåt mina fiender!" Jeanne kommer, och mängden tiger och viker undan för henne, tills de förlorar sig i mörkret. Endast Jeanne står kvar, försjunken i bön.